# فيض آباد (زرنديه)
فيض آباد هي قرية صغيرة من الوديان ذات تاريخ طويل، وفي عدد 1395 ، تضم هذه القرية 133 نسمة.